# Európai Demokrata Szövetség
Az Európai Demokrata Szövetség (angolul: European Democratic Alliance, franciául: Rassemblement des démocrates européens) egy heterogén politikai csoport volt az Európai Parlamentben 1984 és 1995 között. Főleg a francia gaullista Tömörülés a Köztársaságért (RPR) és az ír Fianna Fáil képviselőiből állt. A csoportosulás általában jobbközép felfogású volt és határozottan védte az Európai Unió közös agrárpolitikáját.

## Története
Az 1984-es európai parlamenti választásokat követően az Európai Progresszív Demokraták csoportját 1984. július 24-én átnevezték Európai Demokratikus Szövetség Képviselőcsoportra. Az 1984-es európai parlamenti választáson 29 helyet szereztek. 1989-ben szerzett 20 mandátummal az ötödik legnagyobb frakcióval rendelkeztek az Európai Parlamentben. Az 1994-es választáson 26 képviselői helyet szereztek. 1995. július 6-án a csoport egyesült a Forza Europa (főleg a Forza Italia nevű pártból állt) nevű frakcióval és megalakult az Unió Európáért nevezetű frakció.

## Tagok

### 2. Európai Parlament (1984–1989)
| Ország                     | Párt                       | Képviselők száma |
| -------------------------- | -------------------------- | ---------------- |
| Franciaország              | Tömörülés a Köztársaságért | 20 / 81          |
| Írország                   | Fianna Fáil                | 8 / 15           |
| Egyesült Királyság         | Skót Nemzeti Párt          | 1 / 81           |
| Európai Gazdasági Közösség | Összesen                   | 29 / 434         |

### 3. Európai Parlament (1989–1994)
| Ország                     | Párt                                       | Képviselők száma |
| -------------------------- | ------------------------------------------ | ---------------- |
| Franciaország              | Tömörülés a Köztársaságért                 | 12 / 81          |
| Franciaország              | Függetlenek és Parasztok Nemzeti Központja | 1 / 81           |
| Írország                   | Fianna Fáil                                | 6 / 15           |
| Görögország                | Demokratikus Megújulás                     | 1 / 25           |
| Európai Gazdasági Közösség | Összesen                                   | 20 / 518         |

### 4. Európai Parlament (1994–1995)
| Ország        | Párt                                        | Képviselők száma |
| ------------- | ------------------------------------------- | ---------------- |
| Franciaország | Tömörülés a Köztársaságért                  | 14 / 87          |
| Írország      | Fianna Fáil                                 | 7 / 15           |
| Portugália    | Demokratikus és Szociális Centrum – Néppárt | 3 / 25           |
| Görögország   | Politikai Tavasz                            | 2 / 25           |
| Európai Unió  | Összesen                                    | 26 / 567         |